# Daniel Klajner
Daniel Klajner (* 26. Dezember 1963 in Bülach als Daniel Kleiner) ist ein Schweizer Dirigent, Generalmusikdirektor und Intendant.

## Leben
Klajner wuchs in Nigeria und Winterthur auf. Er studierte Komposition und Dirigieren in an der Musikhochschule Wien und übernahm danach Assistenzen bei Leonard Bernstein an der Wiener Staatsoper und bei Claudio Abbado in Berlin und Salzburg. Es folgten Engagements am Stadttheater St. Pölten, von 1989 bis 1992 als erster Kapellmeister am Theater Biel, als Generalmusikdirektor am  Theater Stralsund, als Chefdirigent des Vorpommerschen Sinfonieorchesters Stralsund / Greifswald sowie von 1995 bis 1998 als Generalmusikdirektor am Städtebundtheater Hof. Zudem war er ständiger Gastdirigent am Theater Dortmund und in Bern.
Von 2000 bis 2005 wirkte er als Generalmusikdirektor in Würzburg, wo er künstlerischer Leiter des Mozartfestes war. Von 2005 bis 2012 folgte eine Verpflichtung als erster Gastdirigent an die Opéra national du Rhin in Strassburg, gleichzeitig war er Chefdirigent des Mülhausener Symphonie-Orchesters (Orchestre Symphonique de Mulhouse). In der Spielzeit 2015/2016 war er Chefdirigent der Landeskapelle Eisenach. 2016 übernahm er die Intendanz des Theater Nordhausen/Loh-Orchester Sondershausen.
Gastspiele führten ihn unter anderem an die Pariser Opéra Bastille, die Mailänder Scala, die Oper Köln, die Deutsche Oper Berlin, die Komische Oper Berlin, die Deutsche Oper am Rhein Düsseldorf, das Nationaltheater Weimar.

## Diskografie
- Sergei Rachmaninow: 3. Klavierkonzert op. 30, d-Moll. Franz Vorraber, Philharmonisches Orchester Würzburg, Daniel Klajner (Dirigent), 2002, DNB 358239222
- Norbert Glanzberg: Holocaust-Lieder. Für Bariton und Orchester. Roman Trekel, Orchestre Symphonique de Mulhouse, Daniel Klajner (Dirigent und Arrangeur der Orchestrierung), 2010, DNB 1000375250
- Richard Wagner: Der Ring – symphonisch. Nordwestdeutsche Philharmonie, Daniel Klajner (Dirigent), Coviello, 2013.